# Миколай (Дебрин)
Архієпископ Миколай (Дебрин) (англ. Archbishop Nicholas (Debryn), 9 вересня 1903, Чорногузи, Буковина — 30 березня 1981) — архієрей Української греко-православної церкви Канади. Архієпископ Торонтський і Східноканадський.

## Життєпис
Микола Дебрин народився 9 вересня 1903 року в селі Чорногузи (на сьогоднішній день у Чернівецькій області України). Навчався в Чернівецькому і Кишинівському, закінчив Яський університет в 1930 році. З 1932 року працював агрономом у Румунії. В Ясах був співзасновником українського студентського товариства «Громада» та хору при ньому, в якому співав. Також виступав як соліст ансамблю донських козаків під час їхніх гастролей у Румунії.
З 1940 проживав у Німеччині, 1949 емігрував до Канади. Закінчив богословський факультет православної колегії святого Андрія при Манітобському університеті в 1959 році.
У березні 1959 року був висвячений спочатку в диякони, а потім — у пресвітери і займався парафіяльною діяльністю на території Канади. У 1974 році повдовів, і 11 вересня 1975 був пострижений на ченці, а через три місяці, 21 грудня 1975 він був висвячений на єпископа Саскатунського, вікарія Вінніпезької єпархії. Хіротонію було звершено в кафедральному соборі св.Володимира в м.Торонто митрополитом Андреєм (Метюком) у співслужінні із митрополитом Михаїлом (Хорошим) і архієпископом Борисом (Яковкевичем). У 1977 році був переведений на вакантну кафедру єпископа Торонтського і Східноканадського, а в 1980 році — зведений в сан архієпископа.
Помер 30 березня 1981 року в місті Рочестер, штату Нью-Йорк, а похований у місті Торонто, Канада.